# Prometheus (film)
Pour les articles homonymes, voir Prometheus.
Série Alien
Alien, la résurrection
(1997) Alien: Covenant
(2017)
Pour plus de détails, voir Fiche technique et Distribution.
Prometheus est un film de science-fiction américano-britannique réalisé par Ridley Scott, sorti en 2012. Il met en scène, dans les rôles principaux, Noomi Rapace, Michael Fassbender, Idris Elba et Charlize Theron.
L'action se déroule à la fin du XXIe siècle : l'équipage du vaisseau Prometheus, appartenant à la société Weyland, du nom du milliardaire qui l'a créée, part sous les ordres de ce dernier explorer le satellite naturel d'une planète lointaine, indiqué par des pictogrammes archéologiques, dans l'espoir d'obtenir des réponses aux origines de l'humanité ; les membres de l'équipage auront à faire face à un péril qui pourrait menacer l'espèce humaine.
Ce film est prévu à l'origine en tant que préquelle directe d’Alien, le huitième passager (1979), deuxième long métrage de Ridley Scott. Le scénario définitif de Prometheus s'éloigne progressivement de la saga Alien, même s'il s'en inspire beaucoup et se déroule dans le même univers. Il tente d'expliquer notamment les origines du Xénomorphe. Il est surtout relié à la saga Alien par sa suite, Alien: Covenant, sortie en 2017.

## Synopsis

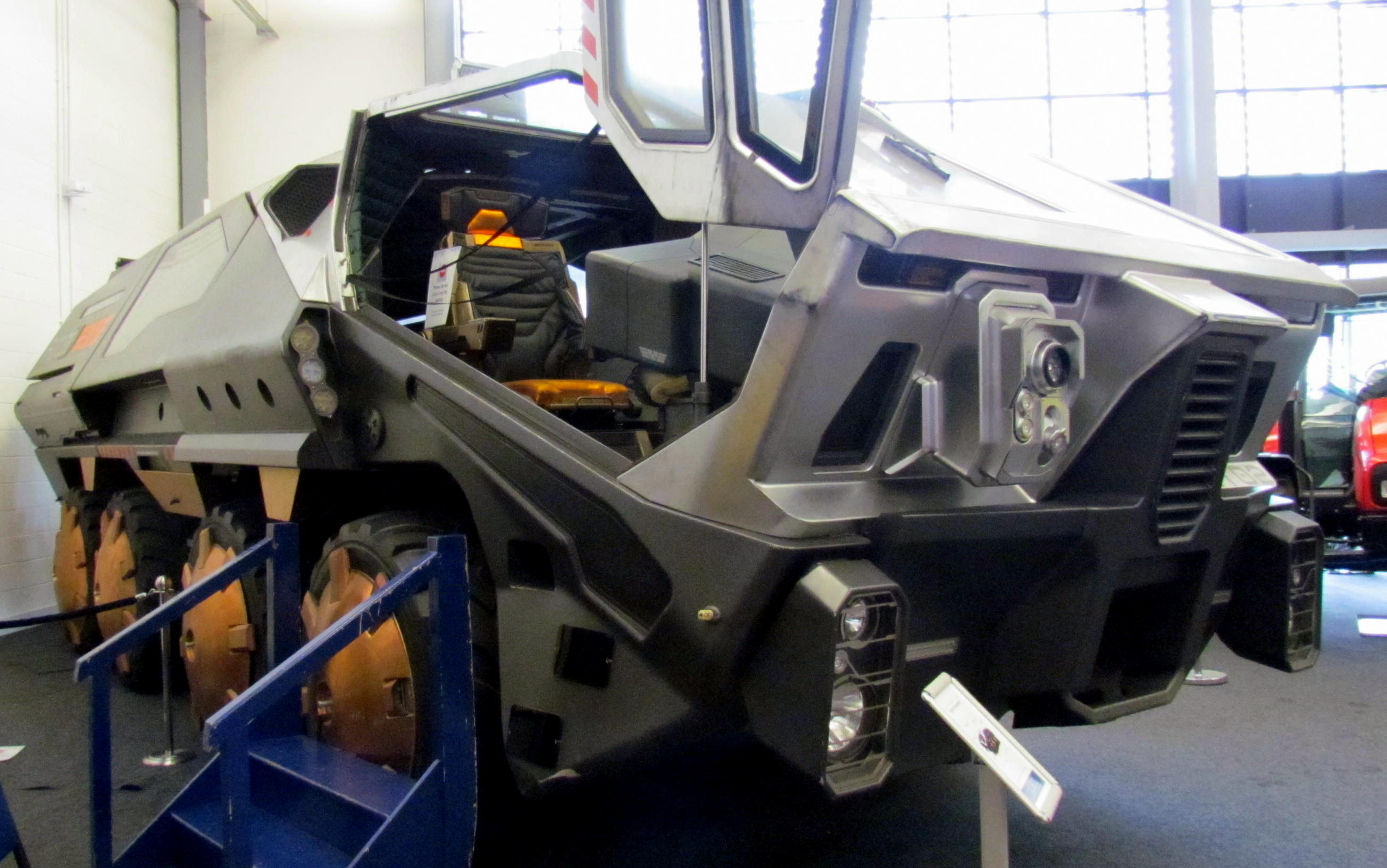
Moyen de transport utilisé dans le film, présenté au musée des transports de Coventry.

Dans un passé lointain, un vaisseau extraterrestre arrive sur Terre. Un être humanoïde y est déposé et s'y sacrifie en absorbant un liquide noir sous l'effet duquel son corps se désagrège, répandant son ADN dans un cours d'eau.
En 2089, l'archéologue Elizabeth Shaw et son compagnon, Charlie Holloway, découvrent, sur l'île de Skye en Écosse, une peinture préhistorique figurant un humanoïde désignant six étoiles, peinture quasi identique à des représentations picturales découvertes chez d'autres civilisations datant d'autres époques. En 2093, une expédition scientifique est organisée par la société Weyland, qui envoie un vaisseau, le Prometheus (Prométhée), et ses dix-sept membres jusqu'à une lune lointaine appelée LV-223 et censée être l'endroit indiqué par les représentations. Le voyage dure deux années pendant lesquelles l'androïde David surveille le vaisseau alors que l'équipage est en biostase.
À l'approche de la destination, David réveille Meredith Vickers, une représentante de la société Weyland puis les autres membres de l'équipage. Après un discours holographique de Peter Weyland, le fondateur de Weyland Corp, Shaw et Holloway leur expliquent le but du voyage : explorer une planète probablement peuplée d'extraterrestres qu'ils nomment les « Ingénieurs », qui seraient responsables de la création de l'humanité. Malgré le scepticisme de l'équipage, le vaisseau se pose près d'un immense dôme artificiel, et plusieurs membres de l'équipage explorent l'intérieur du bâtiment. Ils y trouvent le corps décapité d'un ingénieur, mort deux mille ans plus tôt, et une grande salle parsemée d'urnes et ressemblant à un temple. Une statue monumentale y représente une tête d'humanoïde, et des fresques étranges figurent notamment des xénomorphes.
Une tempête qui approche les force à retourner au vaisseau. Shaw et Holloway emportent la tête de l'ingénieur tandis qu'en cachette David emporte une urne dans un sac. Le géologue Fifield et le botaniste Milburn, perdus dans le temple, sont forcés d'y rester en attendant que la tempête se calme. Dans le vaisseau, Shaw et la scientifique Ford étudient la tête. Elle est composée d'un casque qui recouvre une tête humanoïde de grande taille. Elles découvrent que l'ADN est identique à celui de l'espèce humaine. Pendant ce temps, David ouvre l'urne et y découvre des fioles contenant un liquide noir. Sur l'ordre d'un homme caché dans le vaisseau, David infecte Holloway avec le liquide noir en lui offrant une coupe de champagne. Holloway et Shaw ont des rapports sexuels ; Elizabeth Shaw est stérile.
Pendant ce temps, au temple, Milburn est attaqué par une créature ressemblant à un serpent. Exerçant une pression considérable, le serpent arrive même à lui casser un bras. Fifield coupe la créature en deux et est aspergé de son sang acide. Il tombe dans le liquide noir qui s'écoule des urnes. La créature s'introduit alors dans la bouche de Milburn et le tue. Une fois la tempête dissipée, l'équipage retourne au temple et y trouve le corps mutilé de Milburn. Parti de son côté, David découvre ce qui semble être le poste de commandement d'un vaisseau spatial contenant une carte stellaire désignant la Terre, ainsi que le corps en biostase d'un Ingénieur encore vivant. Holloway, infecté, est en proie à des crises et des convulsions. L'équipage retourne en hâte au vaisseau. Vickers refuse de faire entrer Holloway, pour éviter toute contagion. Malgré les cris de Shaw, Holloway supplie Vickers de le tuer, ce qu'elle fait avec un lance-flammes. Shaw se réveille ensuite à l'infirmerie, où elle apprend qu'elle est enceinte de trois mois malgré sa stérilité et ses deux années passées en sommeil. David lui apprend qu'il s'agit en fait d'une créature extraterrestre. Il veut la mettre de force en biostase pour ramener la créature en l'état sur Terre et l'étudier. Shaw parvient à s'échapper, elle utilise une machine capable de procéder automatiquement à des opérations chirurgicales et fait extraire de son utérus une créature tentaculaire. En état de choc, Shaw découvre Peter Weyland, confiné dans les quartiers de Vickers (qui s'avère être sa fille). Le vieil homme était resté secrètement en biostase, économisant ainsi le peu de vie qu'il lui reste. Il explique vouloir utiliser la technologie des Ingénieurs pour accéder à l'immortalité. Au même moment, le corps mutant de Fifield se présente devant le vaisseau, attaque l'équipage et tue un certain nombre de ses membres avant d'être abattu au lance-flammes par le capitaine Janek et son copilote. Janek suggère ensuite à Shaw que la planète a été utilisée par des Ingénieurs comme base militaire dans le but de maitriser leur arme biologique : le liquide noir.
Une nouvelle expédition est lancée par Weyland (qui se fait doter de jambes en exosquelette pour l'occasion) pour réveiller le dernier Ingénieur de sa biostase. Aussitôt réveillé, ignorant toute tentative de communication de la part des humains, celui-ci décapite David, tue Weyland ainsi que les autres personnes présentes. Seule Elizabeth Shaw en réchappe et parvient à regagner l'extérieur. Par radio, elle informe Janek et les pilotes Chance et Ravel que le vaisseau extraterrestre compte se rendre sur Terre pour exterminer l'humanité. Alors que Vickers ordonne aux pilotes de rentrer sur Terre, Shaw les convainc de détruire le vaisseau extraterrestre qui s'apprête à quitter la planète. Les pilotes se sacrifient en jetant le Prometheus contre le vaisseau extraterrestre tandis que Janek fait savoir à Meredith Vickers qu'elle peut quitter le vaisseau en s'éjectant pour aller récupérer son module de survie qui a été éjecté auparavant sur la planète. Le vaisseau des Ingénieurs s'écrase alors au sol, tuant Vickers. Shaw est protégée par un rocher mais, à court d'oxygène, elle retourne à l'épave du module de survie de Vickers. Elle y retrouve, coincée dans une salle, la créature qu'elle avait auparavant extraite de son utérus et qui depuis a grandi de façon spectaculaire. L’Ingénieur survivant réapparaît et attaque Shaw, qui ouvre alors une porte libérant la créature, qui se saisit de l'Ingénieur. Shaw s'introduit ensuite dans le vaisseau écrasé pour récupérer les restes de David, toujours en fonctionnement. David lui indique qu'il existe plusieurs vaisseaux sur la planète. Elle lui demande alors de la conduire à un autre vaisseau pour enfin s'échapper et rejoindre la planète où vivent les Ingénieurs. Shaw veut comprendre pourquoi ils souhaitent détruire l'humanité alors qu'ils l'ont eux-mêmes créée.
Au dernier plan, le corps inanimé de l'Ingénieur dans l'épave du module de survie de Vickers se met à convulser, puis un xénomorphe s'extirpe de son thorax, sous une forme primitive qui évoque le début de l'évolution de cette espèce.

## Fiche technique
Sauf indication contraire, les informations mentionnées dans cette section peuvent être confirmées par les bases de données cinématographiques IMDb et Allociné,  présentes dans la section « Liens externes ».
- Titre : Prometheus
- Réalisation : Ridley Scott
- Scénario : Damon Lindelof, Ridley Scott et Jon Spaihts[2], d'après des éléments créés par Dan O'Bannon et Ronald Shusett
- Musique : Marc Streitenfeld (additionnelle : Harry Gregson-Williams)
- Direction artistique : Alex Cameron, Anthony Caron-Delion, Peter Dorme, Marc Homes, Paul Inglis, John King et Karen Wakefield
- Décors : Arthur Max et Sonja Klaus
- Costumes : Janty Yates
- Photographie : Dariusz Wolski
- Son : Doug Hemphill, Paul Pavelka, William Stein
- Montage : Pietro Scalia
- Production : David Giler, Walter Hill, Ridley Scott et Tony Scott[2]
  - Production déléguée : Michael Costigan, Michael Ellenberg, Mark Huffam et Damon Lindelof
  - Production associée : Teresa Kelly
  - Coproduction : Mary Richards
- Sociétés de production : 
  - États-Unis : Brandywine Productions, en association avec Dune Entertainment, présenté par Twentieth Century Fox
  - Royaume-Uni : Scott Free Productions
- Société de distribution : Twentieth Century Fox
- Budget : 130 millions de $[3] ; 150 millions de $[4]
- Pays de production :  États-Unis,  Royaume-Uni
- Langues originales : anglais, gaélique
- Format : couleur (DeLuxe)
  - Version 35 mm — 2,39:1 (CinemaScope) — son Dolby Digital / Datasat / Dolby Surround 7.1 / SDDS
  - Version 70 mm IMAX — 1,66:1 (VistaVision - IMAX 3D) — son Sonics-DDP (IMAX version) / IMAX 6-Track
  - Version D-Cinema - 1,90:1 (IMAX Digital 3D) - son Sonics-DDP (IMAX version) | IMAX 6-Track
- Genre : science-fiction, thriller, aventure
- Durée : 124 minutes
- Dates de sortie :
  - France, Belgique, Suisse romande : 30 mai 2012[5],[6],[7]
  - Royaume-Uni : 1er juin 2012
  - États-Unis, Québec : 8 juin 2012[8]
- Classification :
  - États-Unis : interdit aux moins de 17 ans (R – Restricted)[Note 2]
  - Royaume-Uni : interdit aux moins de 15 ans (15 - Suitable only for 15 years and over)[9]
  - France : interdit aux moins de 12 ans[10],[Note 3]
  - Belgique : tous publics (Alle Leeftijden)[6]
  - Suisse romande : interdit aux moins de 14 ans[11]
  - Québec : 13 ans et plus (horreur) (13+ / 13 years and over)[8]

## Distribution
- Noomi Rapace (VF : Julie Dumas ; VQ : Catherine Proulx-Lemay) : Elizabeth Shaw
- Michael Fassbender (VF : Jean-Pierre Michaël ; VQ : Patrice Dubois) : David
- Charlize Theron (VF : Catherine Le Hénan ; VQ : Camille Cyr-Desmarais) : Meredith Vickers

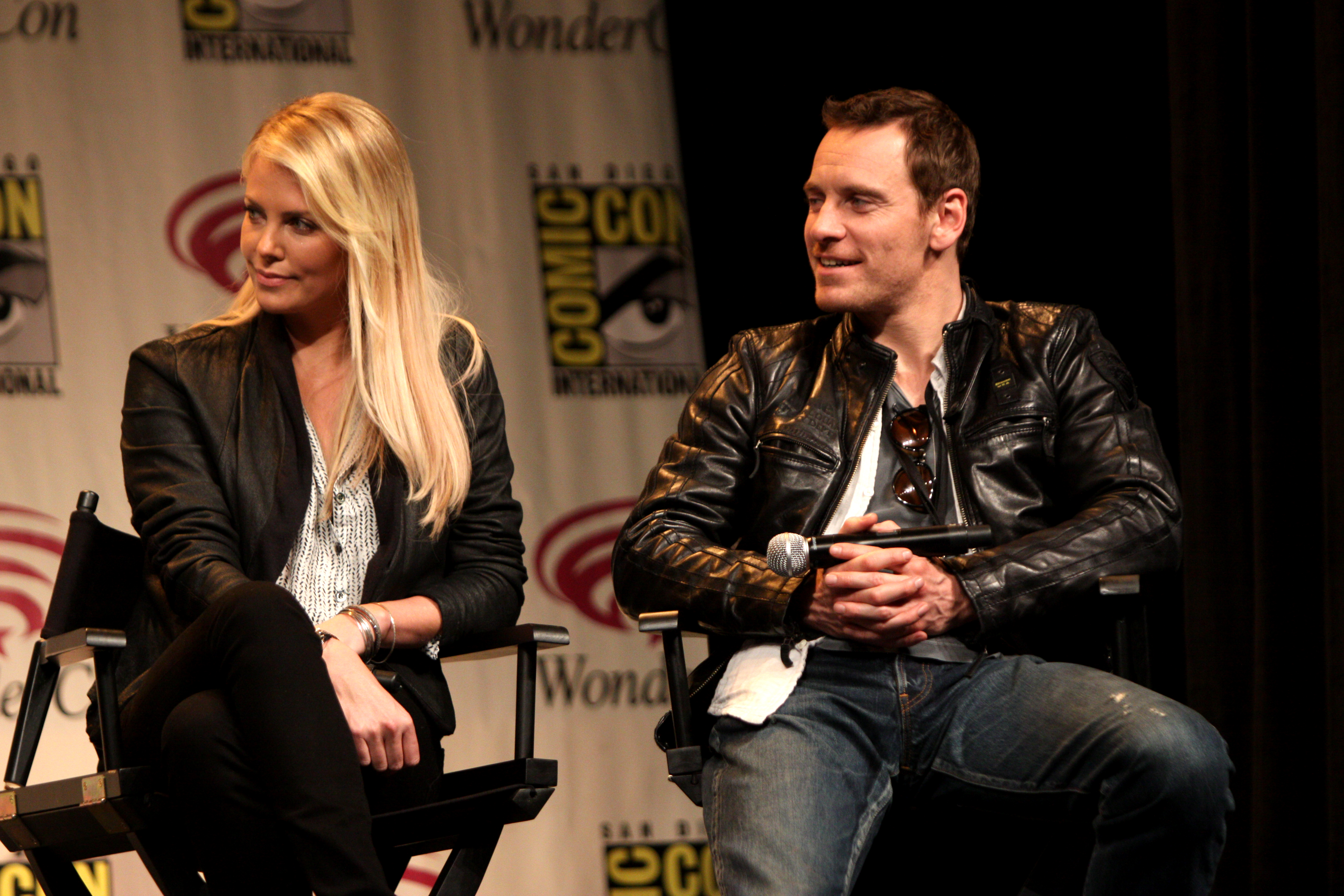
Les acteurs Charlize Theron et Michael Fassbender, pour la promotion du film au WonderCon, en mars 2012.

- Idris Elba (VF : Frantz Confiac ; VQ : Patrick Chouinard) : capitaine Janek, commandant du Prometheus
- Guy Pearce (VF : Philippe Crubézy ; VQ : Frédéric Desager) : Peter Weyland
- Logan Marshall-Green (VF : Damien Ferrette ; VQ : Kevin Houle) : Charlie Holloway
- Rafe Spall (VF : Daniel Lafourcade ; VQ : Louis-Philippe Dandenault) : Milburn, biologiste
- Sean Harris (VF : Emmanuel Karsen ; VQ : Jean-François Beaupré) : Fifield, géologue
- Kate Dickie (VF : Yumi Fujimori ; VQ : Anne Bédard) : Ford, médecin de bord du Prometheus
- Emun Elliott (VF : Alexandre Cross ; VQ : Alexandre Fortin) : Chance, timonier du Prometheus
- Benedict Wong (VF : Luc Boulad) : Ravel, navigateur du Pometheus
- Patrick Wilson (VF : Alexis Victor) : le père d'Elizabeth Shaw
- Giannina Facio : la mère d'Elizabeth Shaw
- Lucy Hutchinson (en) : Elizabeth Shaw, enfant
- Branwell Donaghey (VF : Marc Alfos) : caporal Jackson, chef de la sécurité du Prometheus
- Vladimir 'Furdo' Furdik : Vladimir, mercenaire
- C.C. Smiff : Sheppard, mercenaire
- Shane Steyn : Taplow, mercenaire
- Eugene O'Hare : mécanicien Wallace
- James Embree : mécanicien Barnes
- Matthew Burgess : mécanicien #3
- Florian Robin : mécanicien #4
- Ian Whyte : le dernier Ingénieur
Version française
  - Studio de doublage : Dubbing Brothers
  - Direction artistique : Jean-Pierre Dorat
  - Adaptation : Joël Savdié

Sources et légendes : version française (VF) sur AlloDoublage version québécoise (VQ) sur Doublage Québec

## Production

### Genèse du projet
Une préquelle à Alien est annoncée dès juin 2009. Toutefois, un conflit germa lorsque Ridley Scott proposa d'en être le producteur et de laisser un proche, Carl Erik Rinsch, le réaliser. La Fox, qui possède les droits de la saga Alien, n'accepte le projet que si Ridley Scott en est le réalisateur. Ridley Scott accepte finalement de réaliser le film. Le scénariste Jon Spaihts propose ses idées à Scott Free Productions et à la 20th Century Fox qui l'engagent alors pour écrire le scénario. En avril 2010, Ridley Scott a lu plusieurs brouillons du scénario et raconte que le film aura lieu trente ans avant Alien et expliquera qui est le space jockey, l'extraterrestre fossilisé et vraisemblablement victime d'un chestburster, que l'on voit dans le premier Alien. La compagnie Weyland (pas encore rejointe par Yutani) serait dans les balbutiements de la terraformation et le personnage principal serait une femme, mais pas Ellen Ripley qui n'était pas encore née.
Damon Lindelof est ensuite sollicité pour réviser le scénario de Jon Spaihts. Ridley Scott explique alors ses intentions : « Le film sera vraiment dur, vraiment sale. C'est la face cachée de la Lune. On parle de dieux et d'ingénieurs. Ingénieurs de l'espace. Est-ce que les aliens étaient créés en tant que forme de guerre biologique ? Ou une forme biologique qui irait nettoyer une planète ? ».
En janvier 2010, un script signé Jon Spaihts et intitulé Alien Harvest filtre sur internet. Très vite, les spéculations ont circulé concernant l'authenticité du document. Ridley Scott précise qu'il a personnellement veillé à ce que le script soit en lieu sûr et ne puisse fuiter sur internet.

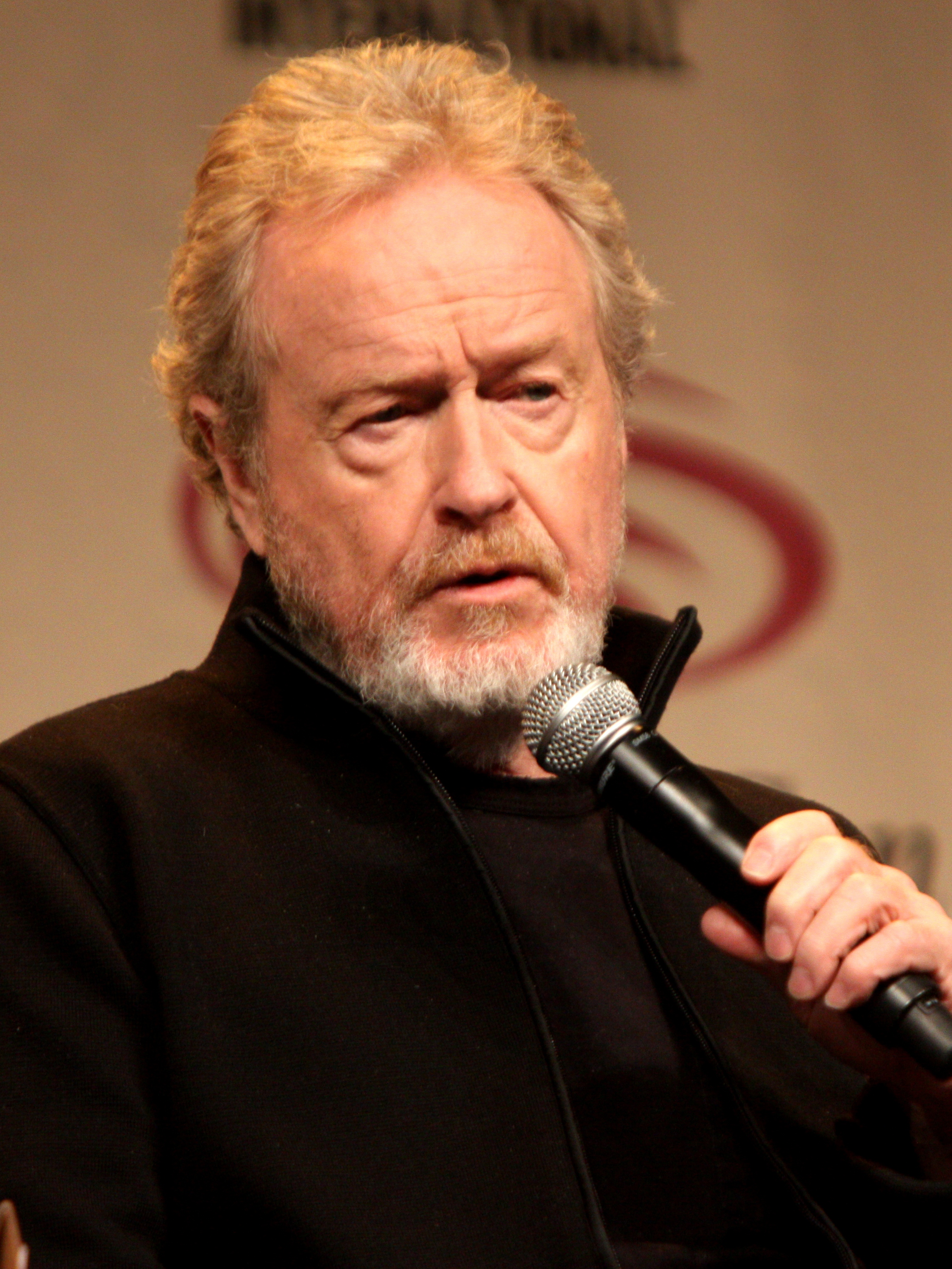
Ridley Scott, le réalisateur du film.

Ridley Scott évoque ensuite James Cameron et le défi qu'il s'impose avec ce film. Son ambition est clairement de dépasser Avatar et faire une grande épopée intergalactique[réf. nécessaire] :

« James a mis la barre très très haut, mais je dois faire encore mieux ! Il ne va pas s'en tirer comme ça ! »

— Ridley Scott
Le titre du film, Prometheus, est dévoilé en janvier 2011. Scott explique néanmoins que le film sera non plus une préquelle d'Alien, mais un film à part entière :

« Bien que le point de départ de ce projet ait été Alien, le processus créatif a fait évoluer l'ensemble vers une nouvelle mythologie, vers un nouvel univers, plus vaste. Les fans reconnaitront l'ADN d'Alien, mais les idées développées dans Prometheus sont originales, vastes et provocantes. Je ne saurais être plus heureux. J'ai trouvé l’histoire dont je rêvais et je reviens enfin à la science-fiction, un genre qui me tient tant à cœur. »

— Ridley Scott
En juin 2011, Damon Lindelof prétend qu'il s'agit bien d'une préquelle d'Alien, que les événements racontés se passent antérieurement, dans le même univers, mais ne sont pas liés au film puisque Prometheus n'inclut pas les éléments de la saga comme les facehuggers et les chestbursters.
Dès le début du projet, un conflit oppose la Fox à Ridley Scott car ce dernier souhaitait un budget de 250 millions de dollars et une classification « R » (interdit aux mineurs non-accompagnés) alors que la Fox exigeait une classification « PG-13 » pour un tel budget. Le 21 juillet 2011 lors du Comic-Con, Ridley Scott confirme que le film serait un PG-13. Il reste confiant dans le fait que ça n'affectera pas la qualité du film et fait allusion à une possible version classée « R » dans le DVD et Blu-ray. Ridley Scott mentionne également qu'il y aurait peut-être plusieurs androïdes dans le film, ainsi qu'une civilisation très barbare. Il précise au public que l'une de ses intentions était aussi de lui « foutre la trouille comme jamais » (« […] what I want to do is scare the living shit out of you »).

### Attribution des rôles
Après plusieurs changements (Anne Hathaway, Natalie Portman, Gemma Arterton, Carey Mulligan et Abbie Cornish ont toutes été envisagées pour le rôle), c'est finalement l'actrice suédoise Noomi Rapace qui est choisie pour le rôle féminin principal, la scientifique Elizabeth Shaw. Le personnage est nommé ainsi en référence à une scientifique, compagne du Docteur dans la série Doctor Who. Shaw est plus ou moins éloignée d'Ellen Ripley, la protagoniste d'Alien :

« Elle est complètement différente. C’est une scientifique très intelligente. Elle est croyante. Bien qu’il subsiste toutefois quelques similitudes entre elle et Ripley, je ne crois pas que les gens la compareront à Ripley quand ils verront le film. »

— Noomi Rapace
Charlize Theron est Vickers, une autre coprotagoniste, que l'actrice décrit comme froide au début du film, et dont on découvrira la nature et la fonction véritables lors du troisième acte. Michael Fassbender incarne un androïde.

### Tournage

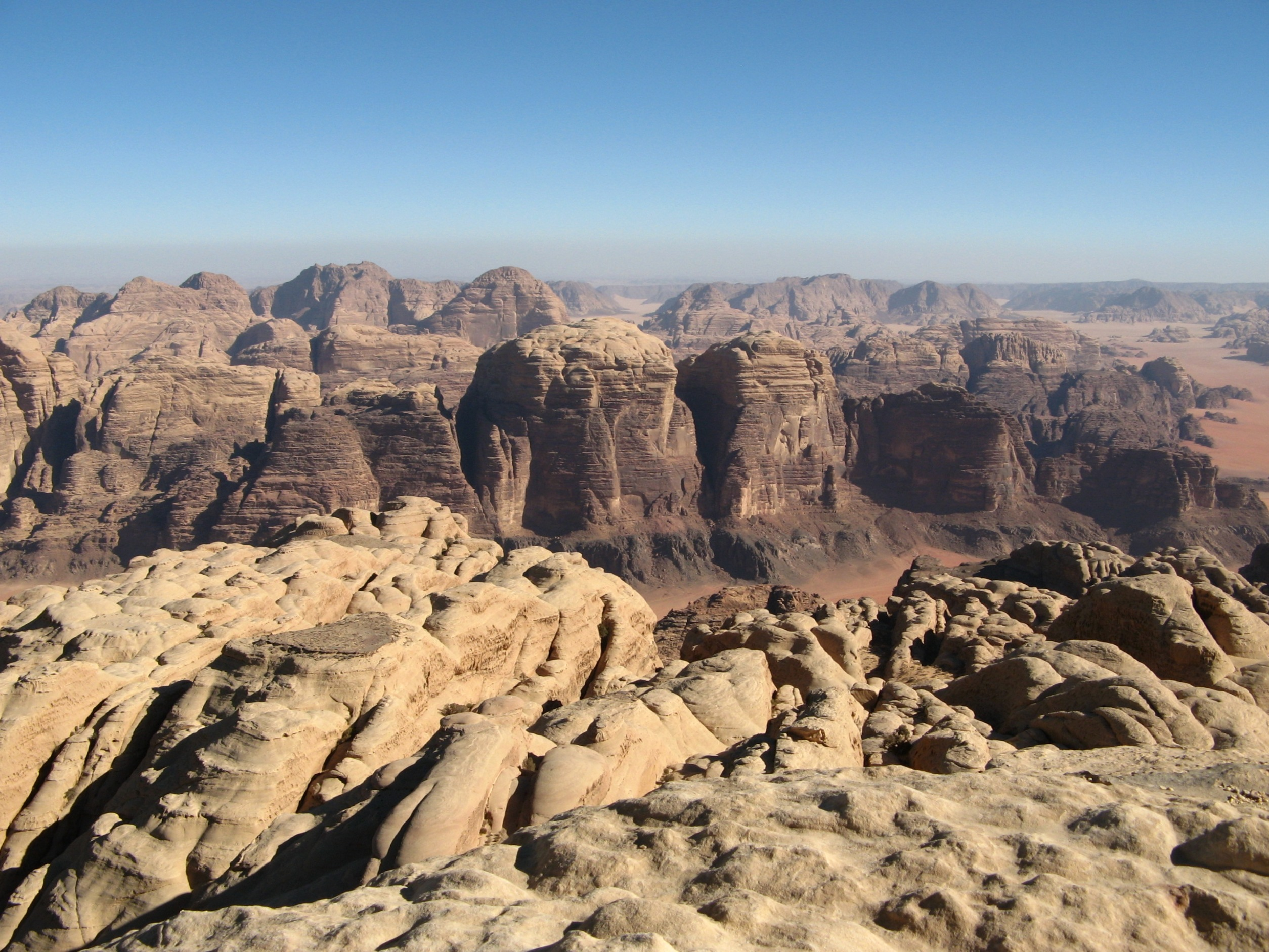
Wadi Rum, en Jordanie, fournit l'arrière-plan pour une grande partie du film.

Le tournage s'est déroulé au Royaume-Uni : aux Pinewood Studios et aux studios de Shepperton, en Écosse (The Storr, Fort William, ...), en Islande (Hekla, Dettifoss), dans les Pinewood Toronto Studios, et en Espagne (Ciudad de la Luz). Les arrière-plans extérieurs d'une grande partie du film ont été filmés dans le Wadi Rum, en Jordanie.
En juillet 2011, un tournage de deux semaines a lieu en Islande, notamment sur le site de Dettifoss, pour filmer les quinze premières minutes du film, censées représenter une séquence des « débuts des temps » selon Ridley Scott.

### Bande originale
Bandes originales de Alien
Alien, la résurrection
(1997) Alien: Covenant
(2017)
La musique du film est composée par Marc Streitenfeld. Il avait déjà travaillé avec Ridley Scott pour Une grande année (2006), American Gangster (2007), Mensonges d'État (2008) et Robin des Bois (2010). Deux morceaux sont par ailleurs composés par Harry Gregson-Williams. De plus, dans Friend from the Past, on retrouve des éléments du thème de Jerry Goldsmith composé pour Alien, le huitième passager (1979).
| 1.    | A Planet             | Marc Streitenfeld                  | 02:36 |
| 2.    | Going In             | Marc Streitenfeld                  | 02:06 |
| 3.    | Engineers            | Marc Streitenfeld                  | 02:32 |
| 4.    | Life                 | Harry Gregson-Williams             | 02:33 |
| 5.    | Weyland              | Marc Streitenfeld                  | 02:07 |
| 6.    | Discovery            | Marc Streitenfeld                  | 02:35 |
| 7.    | Not Human            | Marc Streitenfeld                  | 01:51 |
| 8.    | Too Close            | Marc Streitenfeld                  | 03:23 |
| 9.    | Try Harder           | Marc Streitenfeld                  | 02:04 |
| 10.   | David                | Marc Streitenfeld                  | 03:02 |
| 11.   | Hammerpede           | Marc Streitenfeld                  | 02:46 |
| 12.   | We Were Right        | Harry Gregson-Williams             | 02:45 |
| 13.   | Earth                | Marc Streitenfeld                  | 02:38 |
| 14.   | Infected             | Marc Streitenfeld                  | 01:59 |
| 15.   | Hyper Sleep          | Marc Streitenfeld                  | 02:03 |
| 16.   | Small Beginnings     | Marc Streitenfeld                  | 02:14 |
| 17.   | Hello Mommy          | Marc Streitenfeld                  | 02:06 |
| 18.   | Friend from the Past | Marc Streitenfeld, Jerry Goldsmith | 01:16 |
| 19.   | Dazed                | Marc Streitenfeld                  | 04:32 |
| 20.   | Space Jockey         | Marc Streitenfeld                  | 01:32 |
| 21.   | Collision            | Marc Streitenfeld                  | 03:08 |
| 22.   | Debris               | Marc Streitenfeld                  | 00:47 |
| 23.   | Planting the Seed    | Marc Streitenfeld                  | 01:38 |
| 24.   | Invitation           | Marc Streitenfeld                  | 02:18 |
| 25.   | Birth                | Marc Streitenfeld                  | 01:26 |
| 57:07 |                      |                                    |       |

## Accueil

### Promotion
Pour la promotion de Prometheus, la production a créé trois vidéos virales sur des personnages du film. La première, révélée en février 2012, présente le personnage de Peter Weyland interprété par Guy Pearce animant une conférence TED où il rappelle le mythe grec de Prométhée et affirme que par la technologie l'humanité a désormais atteint le stade des dieux. La seconde vidéo virale, sortie en avril 2012, se présente comme une publicité vendant le nouveau modèle de robot doté d'intelligence artificielle, David, interprété par Michael Fassbender. Enfin, la dernière, sortie en mai 2012, est un message vidéo d'Elisabeth Shaw, interprétée par Noomi Rapace, à l'attention du millionnaire Peter Weyland afin qu'il finance une mission d'exploration spatiale par laquelle elle estime qu'elle pourra obtenir des réponses sur l'origine de l'humanité et l'existence de vie extraterrestre. On trouve ces vidéos dans les bonus des DVD et Blu-ray du film.
À Paris, en mai 2012, l'ancienne station de métro Saint-Martin est redécorée avec des décors du film. Cette « station-fantôme » est même annoncée sur les plans dans les voitures de certains trains de la ligne 9 entre les stations République et Strasbourg - Saint-Denis.

### Accueil critique
Le film a reçu des critiques de moyennes à bonnes, recevant une note de 64/100 sur Metacritic basée sur six critiques américaines, 3,4/5 sur Allociné basée sur 22 critiques de presse françaises et un score de 73 % (pour une note moyenne de 6,9 sur 10) basé sur 302 critiques sur le site Rotten Tomatoes.

#### Critiques positives
Écran large : « Dérangeant, perturbant et inattendu, Prometheus relit les angoisses d'Alien et les connecte à la symbolique de Blade Runner. Le résultat est aussi déroutant que fort. »
Toutefois, le site internet, face aux réactions des internautes, face aux nombreuses questions laissées sans réponses, les incohérences du scénario et les comportements absurdes des personnages, publiera en mai 2017 un article intitulé : « Prometheus est-il un ratage infâme ou un grand film incompris ? », signe que l'œuvre continue à alimenter la critique et à diviser les fans.
Le Parisien : « On a beau ne pas tout saisir des subtilités de l'histoire, c'est avec un plaisir évident qu'on s'abandonne aux affres de l'angoisse. »

#### Critiques mitigées
Le Point : « Dur, dur d'être le film le plus attendu de l'année. Bien sûr, Ridley Scott sait y faire : l'atmosphère du film est angoissante à souhait, et la grande scène centrale d'accouchement par césarienne largement à la hauteur du premier Alien. Ce qui manque, ce n'est pas la virtuosité esthétique, ni la capacité à faire peur : de ce côté-là, le cinéaste anglais n'a rien perdu de son génie. Mais, dans le film de 1979, la panique qui saisissait Ripley (Sigourney Weaver) à la vue de cette créature visqueuse qui s'infiltrait partout fonctionnait comme une formidable métaphore de la peur de la sexualité [...] Prometheus est un film d'action pur et dur qui secoue le spectateur comme il faut, et le terrorise le temps de la projection. Un peu comme un tour sur des montagnes russes : intense, mais éphémère. »
Le Monde : « Il est constamment question d'atmosphère dans Prometheus (l'air est-il respirable ou non). L'ennui c'est que le film en manque cruellement. Il ne reste plus rien de ce qui faisait, il y a trente ans, la réussite d'Alien, son style unique - l'étrangeté qui flottait dans l'air, le confinement, la lumière glauque, la paranoïa, la personnalité d'Ellen Ripley... Dans le rôle du bon petit soldat payé pour faire tourner la machine à cash, Ridley Scott suit sa feuille de route à visée purement commerciale. Sa mission : réactiver la licence Alien et donner au spectateur une copie de ce qu'il a aimé. Ni plus ni moins ».
Libération : « Ridley Scott signe son prologue au film culte, mais peine à s’en détacher, laissant parfois perplexe ».

#### Critiques négatives
L'Express : « Voici un film de science-fiction comestible pour le commun des mortels, sauf pour le fan d'Alien qui en ressortira la boule au ventre. Et dans l'espace, tout le monde l'entendra crier son désespoir. ».
Le quotidien souligne à cet égard la réécriture effectuée par Damon Lindelof par rapport au scénario originel Alien Engineers de John Spaihts : « un film bâtard qui ne tranche jamais, englué dans ses interrogations métaphysiques prétentieuses, et qui distille maladroitement pour les fans quelques maigres connexions avec Alien, façon miettes de pain pour pigeons. La pilule s'avère aujourd'hui d'autant plus amère que le script original du film, Alien Engineers écrit par Jon Spaihts -avant donc la réécriture par Damon Lindelof-, atterrit sur le net et prouve la capacité chez ce dernier à tendre un solide cordon ombilical avec le chef-d'œuvre de Ridley Scott. Alien Engineers assimile les codes, références, créatures gluantes et suspense propres à la saga, en remplissant surtout le vide intersidéral créé par deux Alien VS Predator illégitimes. »
Critikat : « Combinant la course sans souffle du second volet tourné en 1986 par Cameron, la surenchère en métaphores organiques visqueuses du baroque Alien, la résurrection (Jean-Pierre Jeunet, 1997) et tout un fatras d’emprunts aux classiques comme aux bévues du genre, Prometheus a la pâleur propre aux copies de copies. C’est le film d’un vieux styliste qui, à défaut de retrouver le patron qui a fait ses succès, brode à partir d’imitations. Et l’original semble à jamais perdu. »
Ouest France : « Le projet était ambitieux : remonter aux origines de l’humanité sur une planète lointaine explorée par une équipe de scientifiques. Mais le scénario se satisfait du minimum en brodant quelques considérations philosophiques et mystiques, sans vraiment développer les fondements de son sujet. Comme s’il se réservait l’opportunité d’y revenir dans une suite clairement annoncée. »
Le Nouvel Observateur : « Certains tombeaux ne devraient pas être profanés. Plus de trente ans après « Alien » (1979), le crypto-prequel-reboot « Prometheus » est un ratage colossal, nouveau symptôme d’une industrie alimentée par les franchises et les coups marketing ».
Cette critique pointe également : « L’aventure est ainsi ponctuée de questions sans réponse, sous couvert de “ To be continued ”. Où se déroule l’introduction ? Que fuyaient les Ingénieurs ? Où est passée la chose qui les a massacrés ? Sans oublier une tempête, une “ grossesse ” et une scène de bastons simplement spectaculaires, mais sans réel impact sur l’histoire" et enfin, que "La galerie de personnages superficiels voire carrément débiles confirment que Damon Lindelof était trop occupé à appliquer l’équation Lost (une réponse, trente questions) pour écrire ne serait-ce qu’un bon scénario de film d’action, bien ficelé et un tant soit peu palpiltant. »

### Box-office
| Pays ou région        | Box-office        | Date d'arrêt du box-office | Nombre de semaines |
| --------------------- | ----------------- | -------------------------- | ------------------ |
| États-Unis Canada     | 126 477 084 $     | 20 septembre 2012          | 15                 |
| Royaume-Uni           | 39 899 425 $      | 7 octobre 2012             | 19                 |
| France                | 1 837 125 entrées | 25 juillet 2012            | 8                  |
| Allemagne             | 14 049 633 $      | 7 octobre 2012             | 9                  |
| Australie             | 18 720 677 $      | 22 juillet 2012            | 7                  |
| Espagne               | 13 144 422 $      | 7 octobre 2012             | 10                 |
| Japon                 | 21 816 409 $      | 15 septembre 2012          | 4                  |
| Russie                | 21 267 837 $      | 8 juillet 2012             | 6                  |
| Total hors États-Unis | 276 877 385 $     | 6 janvier 2013             | -                  |
| Total mondial         | 403 354 469 $     | 6 janvier 2013             | -                  |

## Distinctions
Entre 2012 et 2013, le film Prometheus a été sélectionné 53 fois dans diverses catégories et a remporté 6 récompenses,.

### Année 2012
| Évènement                                  | Catégorie / Récompense                                | Nommé(es) / Lauréat(es)                                                           | Résultat   |
| ------------------------------------------ | ----------------------------------------------------- | --------------------------------------------------------------------------------- | ---------- |
| Awards Circuit Community Awards (ACCA)     | Meilleurs effets visuels                              | Prometheus                                                                        | Nomination |
| British Society of Cinematographers Awards | Prix des opérateurs GBCT                              | Gary Spratling                                                                    | Nomination |
| Fright Meter Awards                        | Meilleur acteur dans un second rôle                   | Michael Fassbender                                                                | Lauréat    |
| Fright Meter Awards                        | Meilleur maquillage                                   | Prometheus                                                                        | Nomination |
| Fright Meter Awards                        | Meilleure photographie                                | Dariusz Wolski                                                                    | Nomination |
| Golden Trailer Awards                      | Meilleure bande-annonce blockbuster de l'été 2012     | Prometheus                                                                        | Nomination |
| Golden Trailer Awards                      | Meilleur montage sonore                               | Prometheus                                                                        | Nomination |
| Golden Schmoes Awards                      | La plus grande déception de l'année                   | Prometheus                                                                        | Lauréat    |
| Golden Schmoes Awards                      | Meilleur film d'horreur de l'année                    | Prometheus                                                                        | Nomination |
| Golden Schmoes Awards                      | Meilleur film de science-fiction de l'année           | Prometheus                                                                        | Nomination |
| Golden Schmoes Awards                      | Meilleurs effets spéciaux de l'année                  | Prometheus                                                                        | Nomination |
| Golden Schmoes Awards                      | Affiche de cinéma préférée de l'année                 | Prometheus                                                                        | Nomination |
| Golden Schmoes Awards                      | Meilleure bande-annonce de l'année                    | Prometheus                                                                        | Nomination |
| Golden Schmoes Awards                      | Meilleur DVD / Blu-Ray de l'année                     | Prometheus                                                                        | Nomination |
| Golden Schmoes Awards                      | Scène la plus mémorable d'un film ('Alien C-section') | Prometheus                                                                        | Nomination |
| Hollywood Post Alliance                    | Meilleur étalonnage des couleurs dans un long métrage | Stephen Nakamura                                                                  | Nomination |
| Hollywood Post Alliance                    | Meilleur compositing dans un long métrage             | Alfred Mürrle, Paul Redican, Christoph Salzmann et Florian Schroeder              | Nomination |
| IGN Summer Movie Awards                    | Meilleur film de science-fiction                      | Prometheus                                                                        | Nomination |
| IGN Summer Movie Awards                    | Meilleur film en 3D                                   | Prometheus                                                                        | Nomination |
| IGN Summer Movie Awards                    | Meilleure bande-annonce de film                       | Prometheus                                                                        | Nomination |
| IGN Summer Movie Awards                    | Meilleur film Blu-Ray                                 | Prometheus                                                                        | Nomination |
| Las Vegas Film Critics Society Awards      | Meilleure direction artistique                        | Alex Cameron                                                                      | Lauréat    |
| Oklahoma Film Critics Circle Awards        | Pire film pas si évident                              | Prometheus                                                                        | Lauréat    |
| Phoenix Film Critics Society Awards        | Meilleurs effets visuels                              | Prometheus                                                                        | Nomination |
| Rondo Hatton Classic Horror Awards         | Meilleur film                                         | Ridley Scott                                                                      | Nomination |
| Satellite Awards                           | Meilleurs effets visuels                              | Charley Henley, Martin Hill et Richard Stammers                                   | Nomination |
| Satellite Awards                           | Meilleur son (montage et mixage)                      | Ron Bartlett, Simon Hayes, Doug Hemphill, Mark P. Stoeckinger et Victor Ray Ennis | Nomination |
| St. Louis Film Critics Association Awards  | Meilleurs effets visuels                              | Charley Henley, Martin Hill, Richard Stammers et Trevor Wood                      | Nomination |
| Teen Choice Awards                         | Révélation de l'année                                 | Noomi Rapace                                                                      | Nomination |
| Teen Choice Awards                         | Meilleur film d'action / aventure de l'été            | Prometheus                                                                        | Nomination |
| Teen Choice Awards                         | Meilleure actrice de l'été                            | Charlize Theron                                                                   | Nomination |
| The Operators Award                        | Meilleur long métrage                                 | Gary Spratling                                                                    | Nomination |

### Année 2013
| Évènement                                                            | Catégorie / Récompense                                                           | Nommé(es) / Lauréat(es) | Résultat   |
| -------------------------------------------------------------------- | -------------------------------------------------------------------------------- | --- | ---------- |
| Academy of Science Fiction, Fantasy and Horror Films - Saturn Awards | Meilleur film de science-fiction                                                 | Prometheus | Nomination |
| Academy of Science Fiction, Fantasy and Horror Films - Saturn Awards | Meilleur acteur dans un second rôle                                              | Michael Fassbender | Nomination |
| American Society of Composers, Authors and Publishers                | Prix ASCAP des meilleurs films au box-office                                     | Marc Streitenfeld | Lauréat    |
| Art Directors Guild Awards                                           | Meilleurs décors dans un film fantastique                                        | Julian Caldow, Alex Cameron, Anthony Caron-Delion, Marc Homes, Paul Inglis, John King, Sonja Klaus, Arthur Max, Steven Messing, Ben Munro, Adam O'Neill, David Packard, Ben Procter, David Vyle Levy, Jim Stanes et Helen Xenopoulos | Nomination |
| British Academy Film Awards                                          | Meilleurs effets visuels                                                         | Paul Butterworth, Charley Henley, Richard Stammers et Trevor Wood | Nomination |
| CinEuphoria Awards                                                   | CinEuphoria du meilleur acteur - Compétition internationale                      | Michael Fassbender | Lauréat    |
| Critics' Choice Movie Awards                                         | Meilleur film de science-fiction ou film d'horreur                               | Prometheus | Nomination |
| Empire Awards                                                        | Meilleur film fantastique ou de science-fiction                                  | Prometheus | Nomination |
| Empire Awards                                                        | Meilleur film en 3D                                                              | Prometheus | Nomination |
| Gold Derby Awards                                                    | Meilleurs effets visuels                                                         | Charley Henley, Martin Hill, Richard Stammers et Trevor Wood | Nomination |
| Houston Film Critics Society Awards                                  | Pire film                                                                        | Prometheus | Nomination |
| International Cinephile Society                                      | Meilleure direction artistique                                                   | Arthur Max | Nomination |
| International Film Music Critics Association Awards                  | Meilleure musique originale pour un film fantastique / science-fiction / horreur | Marc Streitenfeld et Harry Gregson-Williams | Nomination |
| International Online Cinema Awards (INOCA)                           | Meilleurs effets visuels                                                         | Charley Henley, Martin Hill, Richard Stammers et Trevor Wood | Nomination |
| Key Art Awards                                                       | Meilleure bande-annonce audio ou visuel                                          | pour le spot TV Prometheus Home Video :30 "Countdown" | Nomination |
| London Film Critics Circle Awards                                    | Meilleur acteur de l'année dans un second rôle                                   | Michael Fassbender | Nomination |
| Motion Picture Sound Editors Awards                                  | Meilleur montage son - Effets sonores et bruitages dans un film                  | Charlie Campagna, Harry Cohen, Dan O'Connell, John T. Cucci, Glenn T. Morgan, Alan Rankin, Victor Ray Ennis, Ann Scibelli, Mark P. Stoeckinger, Karen Vassar Triest et Tim Walston                                                   | Nomination |
| Oscars                                                               | Meilleurs effets visuels                                                         | Charley Henley, Martin Hill, Richard Stammers et Trevor Wood | Nomination |
| Visual Effects Society Awards                                        | Meilleurs effets visuels dans un film en prise de vues réelles                   | Paul Butterworth, Charley Henley, Allen Maris et Richard Stammers | Nomination |
| Visual Effects Society Awards                                        | Meilleur environnement fictif dans un film en prise de vues réelles              | Julien Bolbach, Marco Genovesi, Martin Riedel et Marco Rolandi | Nomination |
| Visual Effects Society Awards                                        | Meilleur compositing dans un long métrage                                        | Xavier Bourque, Sam Cole et Simone Riginelli | Nomination |

## Suite
Une suite, Alien: Covenant, également réalisée par Ridley Scott, sort en mai 2017.
Toutefois, 20th Century Fox a annoncé vouloir « réévaluer » la saga Alien après les mauvaises réactions des fans de la franchise envers Alien: Covenant et les résultats du film au box-office.
Dans un article intitulé « La saga Alien est-elle morte ? », le journaliste Geoffrey Crété pour le site EcranLarge revient sur les raisons profondes du désintérêt croissant des spectateurs pour la franchise. Il pointe notamment une promotion confuse de la part du studio (la 20th Century Fox), le manque de maîtrise des deux préquelles dans l'esprit du réalisateur et des scénaristes, l'abandon de nombreux concept arts qui révèlent des éléments répondant aux principales questions posées par beaucoup de spectateurs, et enfin la fragilité issue de la réécriture du script originel de Prometheus. En effet, le premier scénario de Jon Spaihts proposait une écriture où les Ingénieurs projetaient d'annihiler l'humanité avec une armée de facehuggers et se raccrochait au fameux Space Jockey du film original Alien. Ridley Scott, désireux d'étudier le sujet de la création au travers du personnage de David, a fait réécrire le film au service de cette nouvelle ambition, créant une impression profonde d'incohérence par rapport à l'univers précédent, avec notamment l'introduction de thématiques religieuses absentes de tous les précédents opus de la saga.

## Autour du film
Le capitaine Janek dit à Meredith Vickers que son concertina a appartenu à Stephen Stills. Satisfait qu'elle l'invite à la rejoindre dans sa chambre, il joue quelques notes et entonne un couplet de sa chanson Love the One You're With (en) de 1970.